# セルシウス度
セルシウス度（セルシウスど、英語: degree Celsius、記号: °C）または単に度（記号: °C）は、セルシウス温度の単位である。その大きさはケルビン（記号: K）に等しい（°C＝K）。温度間隔（temperature interval）または間隔差（temperature difference）は、ケルビンまたはセルシウス度のどちらによっても表すことができ（第13回 CGPM、1967–1968年、決議3）、その数値は同じである。なお、温度差を表現するために、degree（略字 deg） を用いることは1980年以降、禁じられている。現在では、セルシウス度（およびセルシウス温度）は世界的に使用されている。

## 定義
セルシウス温度の単位は、セルシウス度（記号は °C）であり、定義によってケルビンの大きさと等しい。
日本の計量法での定義は次のようになっている。
- セルシウス度 ＝ ケルビン = ボルツマン定数を 1.380649×10−23 J/K とすることによって定まる温度[2]。
- セルシウス温度 ＝ ケルビンで表した熱力学温度の値から 273.15 を減じたもの

計量単位令にあるとおり、単に「度」と表記した場合は、セルシウス度を意味する。

元々の定義は水の凝固点を100度、沸点を0度とし、現在とは逆であった。

## 名称
セルシウス度の名称は、アンデルス・セルシウスに由来するものである。
水の凝固点と沸点との間を100分割した目盛り付けであることから、この温度系のもともとの名称は“centigrade”（「百分度」の意）であった。
しかし1948年の第9回国際度量衡総会は、3つの名称候補（英語表現：“degree centigrade”，“centesimal degree ”，“degree Celsius”）から、“degree Celsius”を選んだ。これにより、名称が正式に「セルシウス」へ変更された。これには、考案者であるセルシウスの認知のためとSI接頭語であるセンチ（centi）との衝突からくる混乱（centigradeがgradeという単位の100分の1と勘違いされる）を避けるという目的があった。ただし、現在においても英語圏では“centigrade”でも通じる。現在ではイギリスやアイルランドの放送メディアにおいては、かつて使われたcentigradeを用いず、セルシウスと呼ぶようになっている。アメリカ合衆国では日常生活の全般を通じて、依然として華氏度（及び華氏温度）がよく用いられており、華氏度単独で表記するか、華氏度とcentigradeを併記している。
日本や中国では、摂氏度（せっしど）、日本ではセ氏度（セしど）と呼ばれることがある。摂氏の語源は、セルシウスの中国音訳「摂爾修斯」（繁体字: 攝爾修斯; 簡体字: 摄尔修斯; 拼音: Shè'ěrxiūsī）から「摂」+人名に付ける接尾辞「氏」で、「摂氏」になった。日本の計量法は、名称として「ケルビン」、「セルシウス度」、または「度」のみを定めており、したがって、取引または証明に用いる場合（計量法#取引、証明とは）においては、摂氏度（せっしど）の名称もセ氏度（セしど）の名称も使用することはできない。
ただし、俗用（計量法の規制が働かない場合など、計量法#取引又は証明に該当しないもの）では、例えば「セ氏15度」や漢字による「摂氏15度」の表記もみられる。英語では“fifteen degrees Celsius”と読み、“15 deg C”と略記することがある。アメリカ合衆国では、“fifteen degrees centigrade”と読まれることがある。

### 温度差の名称
かつては、セルシウス度の温度間隔（temperature interval）または温度差（temperature difference）を表現するのに、degree（略字 deg） が用いられた。これは1948年の第9回CGPMが、「温度間隔または温度差を示すときには、degree またはその省略形の deg を用いなければならない」と定めたからである。しかしこの規定は1967/68年の第13回CGPMの決議によって廃止され、更に1980年以降は、degree（略字 deg）の使用は禁じられている。

## セルシウス度とセルシウス温度
「セルシウス温度（Celsius temperature）」は参照温度 {\displaystyle T_{0}} = 273.15 K（ほぼ氷点）からの温度差 {\displaystyle t=T-T_{0}} で定義される量の名称であり、「セルシウス度（degree Celsius）」はセルシウス温度を表す温度の単位の名称である。温度の単位と言う場合は、他の物理単位と同様に、温度の1単位（即ち温度間隔）を言う。国際単位系(SI)や日本の計量法での「温度の単位」は、ケルビンまたはセルシウス度（または単に、度）である。
例えば、体温が36.5 °Cというとき、この36.5 °Cは温度の高さを表す「セルシウス温度」（Celsius temperature）であって、「セルシウス度」ではない。セルシウス温度（36.5 °Cなど）の表現のために用いられる単位（1度分の温度間隔）が「セルシウス度」（degree Celsius）である。体温が 36.5 °C から 38.7 °C に上昇した場合、「2.2 セルシウス度 (degrees Celsius) 上がった」または「2.2度 (degrees) 上がった」という言い方をするのであって、「2.2温度上がった」という言い方は誤りである。
しかし、日本語では、通常「体温は36.5度だ」と言い、「体温が2.2度上がった」と言って、同じ「度」を用いるために、字面上も観念上も、区別が分かりにくいが、異なった概念である。英語では temperature と degree とで区別が分かりやすい。そして、1セルシウス度 = 1 K(ケルビン) である。
しかしながら、一般にはこの違いが意識されず、「セルシウス度」と「セルシウス温度」とがしばしば混同され、混乱を招くことが多い（この混同は、「華氏度」と「華氏温度」にも見られる）。
|      |                  | ケルビン                  | セルシウス系        | 華氏系                 |
| ---- | ---------------- | ------------------------- | ------------------- | ---------------------- |
| 量   | 名称             | 熱力学温度                | セルシウス温度      | 華氏温度               |
| 量   | 英語名           | thermodynamic temperature | Celsius temperature | Fahrenheit temperature |
| 量   | 対応（体温の例） | 309.65 K                  | 36.5 °C             | 97.7 °F                |
| 単位 | 名称             | ケルビン                  | セルシウス度        | 華氏度                 |
| 単位 | 英語名           | kelvin                    | degree Celsius      | degree Fahrenheit      |
| 単位 | 換算             |                           | °C = K              | °F = 5/9 K             |

## 記号
セルシウス度、セルシウス温度の単位記号は、計量法でも国際単位系(SI)でも大文字・立体の「°C」である。°Cは一つの記号であり、「° C」のように離して書いてはならない。
数値と記号の間には1字分の空白（通常は半角スペース(en:thin space)）を挿入するのが国際単位系でのルールである。ただし、スペースを入れないとする流儀もある。

## 用法
セルシウス度は、国際単位系（SI）における取り扱いが、他の単位と異なる点がある。その定義は、温度のSI基本単位の一つである、熱力学温度ケルビンの項でなされている。
一方で、セルシウス度は、「表 4　固有の名称と記号を持つ22個のSI単位」において次のように掲げられている。
| 組立量 | 単位の固有の名称  | 基本単位のみによる表現 | 他のSI単位も用いた表現 |
| --- | ----------------- | ---------------------- | ---------------------- |
| セルシウス温度 | セルシウス度(注f) | °C = K                 |                        |
| (注f) セルシウス度は、セルシウス温度を表すために使用される。温度差または温度間隔を表す数値は、セルシウス度とケルビンのいずれで表しても同じである。 |                   |                        |                        |

「単位の名称」では次のようになっている。
「量の値の形式」では次のようになっている。

### SI接頭語
セルシウス度の倍量・分量を表すために、例えば、m°C (ミリセルシウス度)のように、SI接頭語を付けることができる。これは日本の計量法でも同じである。国際単位系国際文書第7版（1998）は、SI接頭語を付けて良いことを注記している。

## 歴史

### アンデルス・セルシウスによる考案
セルシウス度はスウェーデンの天文学者でウプサラ天文台の創始者であるアンデルス・セルシウスが1742年に考案したものに基づいている。ただし、彼は現在のセルシウス温度の目盛付けとは逆の目盛り付けを行った。すなわち、1気圧下における水の凝固点（氷点）を100度、沸点を0度として、その間を100等分する目盛りを考案した。そして氷点以下の温度を、温度が下がるにしたがって101度、102度、103度・・・とした。地球上の気温は現今の温度目盛りで、−90 °C から +60 °C（気温#気温の日本記録）であるから、セルシウス考案の温度目盛りでは、190度 から 40度となって、気温が負数で表現されることはないという利点があるからである。

### 目盛り付けの反転
アンデルス・セルシウスの死後に、水の凝固点を0度、沸点を100度とする現在の目盛り付けに変更された。
誰が目盛りを反転させたについては、カール・フォン・リンネによるものとする説と、リンネによるものではないとする説がある。
W.E.Middletonの1966年の論文ではカール・フォン・リンネらによって1752年までに氷点を0度、沸点を100度とする方式に改められたとしている。
一方、ウプサラ天文台の解説は、セルシウスの死の直後の1744年に、凝固点（氷点）を0度、沸点を100度とする現在の方式に改められたとしている。この改善については、誰か一人の功績によるものではなく、セルシウス、セルシウスの後任のMårten Strömer（スウェーデン語版）、計器制作者のDaniel Ekström（スウェーデン語版）の3人の貢献によるものであるとしている。また、セルシウス度に最初期に注目し、実際に温度計をDaniel Ekströmに製作させたカール・フォン・リンネの功績によるものではないとしている。
なお、現在の国際温度目盛(ITS-90)では、標準気圧(101.325 kPa)下の水の凝固点と沸点は厳密には 0 °C、100 °C ではなく、それぞれ 0.002519 °C、99.9743 °C である（水の性質#融点、水の性質#沸点を参照）。

## 単位の換算
- セルシウス温度から華氏温度への換算
{\displaystyle \theta /^{\circ }{\text{F}}={\frac {9}{5}}t/^{\circ }{\text{C}}+32}
- 華氏温度からセルシウス温度への換算
{\displaystyle t/^{\circ }{\text{C}}={\frac {5}{9}}(\theta /{}^{\circ }{\text{F}}-32)}
  - −40 °Cと−40 °Fは等しく、上の式は次のようにも表せる。
{\displaystyle t/^{\circ }{\text{C}}={\frac {5}{9}}(\theta /^{\circ }{\text{F}}+40)-40}

|                                                                                          | セルシウス度から             | セルシウス度へ               |
| ---------------------------------------------------------------------------------------- | ---------------------------- | ---------------------------- |
| ファーレンハイト度                                                                       | [°F] = [°C] × 9⁄5 + 32       | [°C] = ([°F] − 32) × 5⁄9     |
| ケルビン                                                                                 | [K] = [°C] + 273.15          | [°C] = [K] − 273.15          |
| ランキン度                                                                               | [°R] = ([°C] + 273.15) × 9⁄5 | [°C] = ([°R] − 491.67) × 5⁄9 |
| 温度の間隔は以下のようになっている。 1 °C = 1 K = 9⁄5 °F = 9⁄5 °R 他の温度の単位への換算 |                              |                              |

|                          | ケルビン | セルシウス度 | ファーレンハイト度 | ランキン度 | ドリール度 | ニュートン度 | レオミュール度 | レーマー度 |
| ------------------------ | -------- | ------------ | ------------------ | ---------- | ---------- | ------------ | -------------- | ---------- |
| 絶対零度                 | 0        | −273.15      | −459.67            | 0          | 559.725    | −90.14       | −218.52        | −135.90    |
| 地球表面の最低気温（※1） | 183.95   | −89.2        | −128.56            | 331.11     | 283.8      | −29.436      | −71.36         | −39.33     |
| ファーレンハイトの寒剤   | 255.37   | −17.78       | 0                  | 459.67     | 176.67     | −5.87        | −14.22         | −1.83      |
| 水の融点（標準状態下）   | 273.15   | 0            | 32                 | 491.67     | 150        | 0            | 0              | 7.5        |
| 地球表面の平均気温       | 288      | 15           | 59                 | 518.67     | 127.5      | 4.95         | 12             | 15.375     |
| 人間の平均体温           | 309.95   | 36.8         | 98.24              | 557.91     | 94.8       | 12.144       | 29.44          | 26.82      |
| 地球表面の最高気温（※2） | 329.85   | 56.7         | 134.06             | 593.73     | 64.95      | 18.711       | 45.36          | 37.268     |
| 水の沸点（標準状態下）   | 373.15   | 100          | 212                | 671.67     | 0          | 33           | 80             | 60         |
| チタンの融点             | 1941     | 1668         | 3034               | 3494       | −2352      | 550          | 1334           | 883        |
| 太陽の表面温度           | 5800     | 5526         | 9980               | 10440      | −8140      | 1823         | 4421           | 2909       |

- ※1：南極・ボストーク基地、1983年7月21日
- ※2：アメリカ合衆国・カリフォルニア州デスヴァレー、1913年7月10日

## 符号位置
| 記号 | Unicode | JIS X 0213 | 文字参照         | 名称       |
| ---- | ------- | ---------- | ---------------- | ---------- |
| ℃    | U+2103  | 1-1-78     | &#x2103; &#8451; | セ氏度記号 |

Unicodeのセルシウス度の記号は、既存の文字コードとの互換性のために用意されている互換文字である。Unicode標準では、セルシウス度の記号はU+00B0 ° degree sign（度）とU+0043 C capital letter c（大文字のC）を組み合わせて使用し、検索の際はこれと一文字の「℃」を同一視することを推奨している。